# Maison d'Estouteville
Ne doit pas être confondu avec Famille d'Estouteville.
Pour les articles homonymes, voir Estouteville.
La maison d'Estouteville est une maison du XVIe siècle de Sainte-Maure-de-Touraine en Indre-et-Loire, située 2 rue Auguste Chevalier. 
Elle est inscrite comme monument historique depuis le 6 mars 1947.

## Histoire
Cette maison du XVIe siècle était la demeure du seigneur de Sainte-Maure, puis une épicerie au début du XXe siècle.

## Description
La façade de style Renaissance est remarquable. Elle comporte:
- un pinacle en forme de coquille Saint-Jacques,
- un blason  entouré du collier de l'ordre de Saint-Michel,
- les écussons de la famille d'Estouteville

Les initiales sur les écussons font référence au propriétaire de la maison au XVe siècle.
- IE pour Jean d'Estouteville, seigneur de Torcy, seigneur de Normandie, époux de Françoise de la Rochefoucault en 1450 et seigneur de Sainte-Maure jusqu'en 1494.
- LE, Louis, son fils mort en 1476
- GE, Guillaume, son père, baron d'Ivry, mort en 1449[2].